# هويدا يوسف
هويدا يوسف (1 مارس 1977 -)، مغنية سورية.

## حياتها الشخصية
ولدت في مدينة اللاذقية، أنهت دراستها الثانوية ودرست الحقوق. بدأت مسيرتها الفنية بكورال المدرسة وقدّمت خلالها العديد من الحفلات في مناسبات وطنية وقومية ومع بلوغها سن الرابعة عشر غنّت مع الدكتور رامي حدّاد في اللاذقية.
تزوجت من موزع موسيقى مصري اسمه مصطفى في بداية العام 2003 لكنهما انفصلا بعد أن قامت بطلب الخلع بسبب إهماله وعدم تحمله المسؤولية رزقت منه بإبنتها الوحيدة جنى عام 2007 أُصيبت خلال حملها بوعكة صحية وزاد وزنها خمسين كيلوغراما عادت بعدها مع إبنتها إلى سوريا حيث بقيت مع عائلتها، ثم انتقلت للإقامة في المغرب عام 2012، حصلت على الإقامة بمكرمة من محمد السادس بن الحسن عام 2017 أُشيع عن إصابتها بوَرم خبيث لكنها أوضحت أنها تعرضت لجلطة أفقدتها البصر لمدة عشرة أيام

## مشوارها الفني
شاركت سنة 1996 في مهرجان حلب وقدّمت خلاله أغنية من التراث السوري بعنوان «ما اندم عليك»، حيث تعرّف عليها الجمهور بصفة رسمية نتج بينها خلاف بينها وبين الفنانة نوال الزغبي على من يمتلك حقوق الأغنية، وانطلقت بعد ذلك في إصدار أغانيها الخاصّة.
أصدرت العديد من الألبومات وتعاقدت هويدا مع شركة روتانا التي صوّرت لصالحها العديد من الأغنيات على طريقة الفيديو كليب من إنتاج روتانا للصوتيات وقناة art الموسيقى إلا أنّ بعض الخلافات حالت دون تجديد العقد مع هذه الشركة.
غابت لفترة عن الساحة الفنية بداعي الحمل والولادة والتفرّغ للعائلة إلا أنّها عادت بقوّة من خلال أغاني منفردة مثل عشقانة، شو همي«وأهل الغرام» من كلمات الشاعرة حياة اسبر التي كانت تتولى إدراة أعمالها قبل ان تتولاها الاعلامية زهيرة حمامي وألحان سليم سلامة وتوزيع عمر صباغ.قامت هويدا بجولة فنية في المغرب زارت خلالها عدّة مدن مغربية مثل مراكش والرباط والدار البيضاءوأغادير، هي تعيش حاليا بين أربيل ولبنان ودمشق

## ألبومات
| العام | الألبوم   | المنتج    |
| ----- | --------- | --------- |
| 1996  | يا شويقي  | نغم ساوند |
| 1998  | أغراب     | روتانا    |
| 2000  | دللني     | روتانا    |
| 2001  | ناري      | روتانا    |
| 2003  | علا مين   | روتانا    |
| 2005  | جاني تاني | روتانا    |

## فيديو كليب
| الأغنية            | المخرج            | المنتج                  |
| ------------------ | ----------------- | ----------------------- |
| ما أندم عليك       | ناصر أصفهاني      | التلفزيون العربي السوري |
| يا شويقي           | كريم حمزه         | art الموسيقى            |
| أغراب              | عادل عوض          | art الموسيقى            |
| دللني، صور بنسختين | سعيد الماروق      | روتانا                  |
| وينك حبيبي         | سعيد الماروق      | art الموسيقى            |
| ناري ناري          | باسم كريستو       | art الموسيقى            |
| هايل سحرك          | أحمد المهدي       | art الموسيقى            |
| لاما تقدر          | محمد العجمي       | art الموسيقى            |
| ربي هو العالم      | محمد العجمي       | art الموسيقى            |
| دابت عيني          | باسم كريستو       | art الموسيقى            |
| الدمعة             | باسم كريستو       | art الموسيقى            |
| نصفي الثاني        | عادل الخضر        | art الموسيقى            |
| علا مين            | شادي حنا          | روتانا                  |
| شوي شوي            | عثمان أبو لبن     | روتانا                  |
| جاني تاني          | وليد ناصيف        | روتانا                  |
| دموع الشتي         | وليد ناصيف        | روتانا                  |
| حبيبي الوحيد       | جميل جميل المغازي | روتانا                  |
| بقى سبتني          | عثمان أبو لبن     | ميلودي                  |

### أغاني وطنية
| الأغنية                   | المخرج           | المنتج                  |
| ------------------------- | ---------------- | ----------------------- |
| يا سوريا                  | محمد زهير الجابي | تلفزيون سما             |
| أوبريت الله يحميكي يا شام | غير معروف        | التلفزيون العربي السوري |

### أغاني مسلسلات
- 2009: تحت المداس.

### تجربتها في التمثيل
- 2012: قامت بالتمثيل لأول مرة بمسلسل بنات العيلة للمخرجة رشا شربتجي.[8]